# Kaukasische els
De Kaukasische els (Alnus subcordata) is een boom die behoort tot de berkenfamilie (Betulaceae). De boom komt van nature voor op de lagere berghellingen en langs rivieren en beken in de Kaukasus en Noord-Iran.
De boom wordt 15 tot 18 m hoog en heeft een breed piramidale kroon. Vanaf de voet van de stam tot aan de vertakking heeft de boom een grove, gegroefde en onregelmatig gescheurde schors.
De donkergroene, eironde tot ovale bladeren zijn 5 à 10 cm lang en 7,5 cm breed. Het jonge blad heeft een bruinrode kleur. De Kaukasische els wordt door enten of stekken vermeerderd en aangeplant als parkboom. Bij aanplant als laan- en straatboom is de cultivar 'Oberon', die sneller groeit en iets kleiner blijft beter geschikt dan de soort.
De Kaukasische els bloeit al in december. De mannelijke, zeer slanke katjes zijn ongeveer 15 cm lang en hangen in clusters van 4 à 5 bij elkaar. De 2 tot 3 cm lange vrouwelijke katjes zijn gesteeld en hangen alleen of in clusters van 2 à 5 bij elkaar. De zaden zijn gevleugeld.
... · 
A. cordata (Hartbladige els) · 
A. glutinosa (Zwarte els) · 
A. incana (Witte els) · 
A. japonica (Japanse els) · 
A. × spaethii (Japanse Kaukasische els) · 
A. subcordata (Kaukasische els) · 
A. viridis (Groene els) · 
...